# Prowincja Monza i Brianza
Prowincja Monza i Brianza (wł. Provincia di Monza e della Brianza) – jedna z prowincji we Włoszech. Została prawnie ustanowiona w 2004 roku jako dwunasta prowincja w regionie Lombardia. Prawo to weszło w życie w 2009. Prowincja dzieli się na 55 gminy (wcześniej należące do prowincji Mediolan), a jej siedzibą administracyjną jest miasto Monza.